# Fernando Anastácio
Fernando José dos Santos Anastácio (26 de janeiro de 1957) é um deputado e político português. Ele é deputado à Assembleia da República na XIV legislatura pelo Partido Socialista. Ele é licenciado em Direito.